# Izometrie

O a două izometrii opuse este o izometrie directă. O reflexie față de o dreaptă este o izometrie opusă, cum ar fi R_{1} sau R_{2} în imagine. O translație T este o izometrie directă: o deplasare rigidă.

În matematică o izometrie (sau congruență, sau transformare congruentă) este o transformare în spații metrice care conservă distanța, transformare presupusă de obicei a fi bijectivă.

## Descriere
Fiind dat un spațiu metric (neformal, o mulțime și o schemă de atribuire a distanțelor între elementele mulțimii), o izometrie este o transformare care aplică elemente pe alte elemente, din același sau din alt spațiu metric, astfel încât distanța dintre elementele imaginii (din același sau noul spațiu metric) este egală cu distanța dintre elementele din spațiul metric inițial. Într-un spațiu euclidian bidimensional sau tridimensional, două figuri geometrice sunt congruente dacă sunt legate printr-o izometrie; izometria care le leagă este fie o deplasare rigidă (translație sau rotație), fie o compunere a unei deplasări rigide și a unei reflexii.
Izometriile sunt adesea folosite în construcții matematice în care un spațiu este încorporat într-un alt spațiu. De exemplu, completarea unui spațiu metric M implică o izometrie din M în M' . Spațiul inițial M este astfel izomorf izometric cu un subspațiu al unui spațiu metric complet și este de obicei identificat cu acest subspațiu. Alte construcții cu încorporare arată că orice spațiu metric este izomorf izometric cu o submulțime închisă a unui spațiu vectorial normat și că fiecare spațiu metric complet este izomorf izometric cu o submulțime închisă a unui spațiu Banach.
Un operator liniar surjectiv izometric pe un spațiu Hilbert se numește operator unitar.

## Definiția izometriei
Fie X și Y spații metrice cu metricele (adică distanțele) dX și dY. O aplicație f : X → Y se numește izometrie sau conservare a distanței dacă pentru orice a,b ∈ X există
{\displaystyle d_{Y}\!\left(f(a),f(b)\right)=d_{X}(a,b).}
O izometrie este automat injectivă; în caz contrar, două puncte distincte, a și b, ar putea fi imaginile aceluiași punct, contrazicând astfel axioma de coincidență a metricii d. Evident, orice izometrie dintre spațiile metrice este o încorporare topologică.
O izometrie globală, izomorfism izometric sau aplicație congruentă este o izometrie bijectivă. Ca orice altă bijecție, o izometrie globală are o funcție inversă.
Inversa unei izometrii globale este, de asemenea, o izometrie globală.
Se spune despre două spații metrice X și Y că sunt izometrice dacă există o izometrie bijectivă de la X la Y. Mulțimea izometriilor bijective a spațiului metric pe el însuși formează un grup față de compunerea funcțiilor, numită grupul de izometrie.

## Izometrii între spațiile normate
Următoarea teoremă se datorează lui Mazur și Ulam.
Definiție: Punctul de mijloc a două elemente x și y dintr-un spațiu vectorial este vectorul 1/2(x + y).
Teormă:
Fie A : X → Y o izometrie surjectivă între spațiile normate care aplică 0 pe 0 (Stefan Banach numește aceste aplicații rotații) unde A nu se presupune că ar fi o izometrie liniară.
Atunci A aplică punctele de mijloc pe punctele de mijloc și este o transformare liniară peste numerele reale ℝ.
Dacă X și Y sunt spații vectoriale complexe, atunci A poate să nu fie liniară peste ℂ.

### Izometrie liniară
Având în vedere două spații vectoriale normate {\displaystyle V} și {\displaystyle W}, o izometrie liniară este o transformare liniară {\displaystyle A:V\to W} care păstrează normele:
{\displaystyle \|Av\|=\|v\|}
pentru orice {\displaystyle v\in V}. 
Izometriile liniare sunt transformări care conservă distanța în sensul de mai sus. Ele sunt izometrii globale dacă și numai dacă sunt surjective.
Într-un spațiu prehilbertian definiția de mai sus se reduce la
{\displaystyle \langle v,v\rangle =\langle Av,Av\rangle }
pentru toate {\displaystyle v\in V}, ceea ce este echivalent cu a spune că {\displaystyle A^{\dagger }A=\operatorname {I} _{V}}. Acest lucru implică și faptul că izometriile păstrează produsele scalare, ca
{\displaystyle \langle Au,Av\rangle =\langle u,A^{\dagger }Av\rangle =\langle u,v\rangle .}
Izometriile liniare nu sunt întotdeauna operatori unitari, totuși, deoarece acestea necesită în plus ca {\displaystyle V=W} și {\displaystyle AA^{\dagger }=\operatorname {I} _{V}}.
După teorema Mazur–Ulam⁠(d) orice izometrie a spațiilor vectoriale normate peste R este transformare afină⁠(d).
Exemplu
- O transformare liniară A din Cn pe ea însăși este o izometrie (pentru proodusul scalar) dacă și numai dacă matricea sa este o matrice unitate.[8][9][10][11]